# Jude Bellingham
Jude Victor William Bellingham (Stourbridge, 29 de juny de 2003) és un futbolista professional anglès que juga com a migcampista al Reial Madrid i a la selecció d'Anglaterra.
Bellingham va ingressar al Birmingham City com a sub-8, i va esdevenir el jugador més jove del primer equip del club quan va debutar a l'equip sènior l'agost del 2019, als 16 anys i 38 dies i va jugar regularment durant la temporada 2019-20. Es va unir al Borussia Dortmund el juliol del 2020 i en la seva primera aparició es va convertir en el seu golejador més jove. Durant tres temporades amb el club, va fer 132 aparicions, va ser membre del seu equip guanyador de la DFB-Pokal 2020-21 i els va ajudar a acabar com a subcampió a la Bundesliga 2022-23. Va fitxar pel Reial Madrid el juny del 2023.
Ha representat Anglaterra als nivells sub-15, sub-16, sub-17 i sub-21. Va fer la seva primera aparició amb l'equip sènior el novembre de 2020 i va representar el país a la UEFA Euro 2020 i la Copa del Món de la FIFA 2022.

## Primers anys
Jude Victor William Bellingham va néixer el 29 de juny de 2003 a Stourbridge, al districte metropolità de Dudley, West Midlands, fill gran de Denise i Mark Bellingham. El seu pare Mark va ser, fins al 2022, sergent a la policia de West Midlands i un prolífic golejador en futbol amateur. El germà petit de Bellingham, Jobe, també és futbolista. Bellingham va anar a l'escola Priory a Edgbaston, Birmingham.

## Carrera de club

### Birmingham City
Bellingham es va unir al Birmingham City com a sub-8, després de jugar al Stourbridge. Va jugar amb el seu equip sub-18 als 14 anys, i va debutar amb el seu equip sub-23 als 15 anys, el 15 d'octubre del 2018 a casa del Nottingham Forest 's sub-23. Entrant al partit després d'una hora, va marcar l'únic gol al minut 87 "entrant per forçar la pilota per sobre de la línia de gol després que la pressió de Kyle McFarlane sobre el porter desviés la pilota al seu pas". Al març de 2019, tenia tres gols en deu aparicions en equips de desenvolupament, havia aparegut a la llista FourFourTwo dels "50 adolescents més emocionants del futbol anglès", i va ser esmentat com d'interès per als principals clubs europeus. A poc a poc es va introduir en l'entorn del primer equip mentre encara era escolar: cada cop entrenava més amb els sèniors, els acompanyava la jornada per observar, i va viatjar com a "19è home" per a un partit de campionat al març.
Bellingham va rebre una beca de dos anys amb el Birmingham City per començar el juliol de 2019. Va formar part del campus d'entrenament del primer equip a Portugal, va jugar i va marcar en amistosos de pretemporada i va rebre el dorsal 22 per a la temporada 2019-20. El 6 d'agost, quan va començar la visita de la primera ronda de la Copa EFL a Portsmouth, Bellingham es va convertir en el jugador més jove del primer equip del Birmingham City. Als 16 anys, 38 dies, va rebaixar el rècord establert per Trevor Francis el 1970 en 101 dies. Va jugar durant 80 minuts en una derrota per 3-0 i va ser l'home del partit del Birmingham Mail. Va fer la seva primera aparició a la Lliga de Futbol 19 dies més tard, entrant com a suplent a la segona part en una derrota per 3-0 davant el Swansea City i el seu debut a casa el 31 d'agost contra l'Stoke City. En substituir el lesionat Jefferson Montero després de mitja hora, Bellingham va marcar el gol guanyador – tot i que mercès a una desviació – i el Birmingham va remuntar un 1-0 per derrotar l'Stoke per 2-1, i així es va convertir en el seu golejador més jove, amb 16 anys i 63 dies. Va començar el següent partit, fora contra el Charlton Athletic dues setmanes després, i va marcar l'únic gol després d'una passada de Kerim Mrabti.

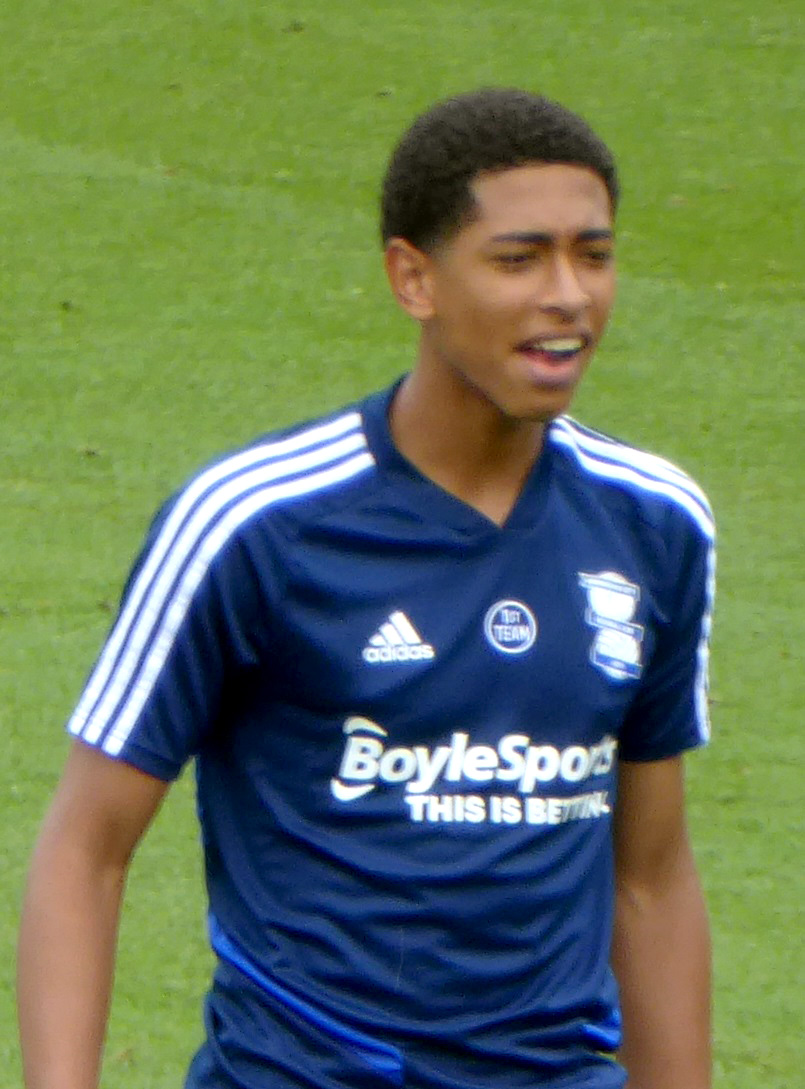
Bellingham amb el Birmingham City el 2019

Bellingham va continuar com a fix permanent a l'equip de la jornada, de vegades com a substitut, però principalment a l'onze inicial. Va ser incorporat a l'equip de la banda esquerra, va passar al centre del camp "on podia guanyar més confiança", i després va ser utilitzat "en un paper més avançat" una vegada que el personal estava segur que podia fer front a la responsabilitat. Va ser el Jugador Jove del Mes de l'EFL el novembre de 2019. Segons l'entrenador en cap Pep Clotet, el mateix Bellingham "se sent més còmode al mig del camp, i més còmode quan pot acostar-se a l'àrea rival".
Va estar relacionat amb moviments a nombrosos clubs importants el gener del 2020; el dia de final de mercat, es va informar que Birmingham havia rebutjat 20 milions de lliures ofertats pel Manchester United FC. Bellingham va continuar com a habitual del primer equip, i quan la temporada es va suspendre a causa de la pandèmia de la COVID-19, havia fet 32 aparicions a la lliga. Va continuar sent una part integral de l'equip un cop la temporada es va reprendre a porta tancada, i va establir un empat tardà per a Lukas Jutkiewicz contra el Charlton Athletic que va fer que la posició de lliga de Birmingham fos menys precària amb dos partits encara per jugar. Va acabar la temporada amb quatre gols en 44 aparicions en totes les competicions, 41 a la lliga, i el Birmingham va evitar el descens tot i perdre l'últim partit de la temporada. En agraïment al que Bellingham va aconseguir en tan poc temps amb el primer equip, el club va anunciar que retiraria la seva samarreta número 22, "per recordar un dels nostres i per inspirar als altres". Als premis EFL, va ser nomenat tant l'"aprenent" de l'any del campionat com el jove jugador de la temporada d'EFL.

### Borussia Dortmund

#### 2020–2021: Traspàs i assoliments rècord
Molts creien en aquell moment que Bellingham deixaria Birmingham, i es va informar que ell i el seu pare havien visitat diversos clubs importants, dels quals el Manchester United i el club de la 1. Bundesliga Borussia Dortmund eren els favorits. Impressionat pel record del Dortmund d'incloure jugadors joves com a habituals al primer equip, com ho demostra l'exemple de Jadon Sancho, Bellingham va triar el Borussia. Va volar a Alemanya per la revisió mèdica i el taspàs es va confirmar el 20 de juliol de 2020. Bellingham s'havia d'incorporar després de l'últim partit de la temporada de Birmingham. Sky Sports va entendre que la tarifa no revelada era de 25 milions de lliures inicials – convertint-lo en el jove de 17 anys més car de la història – més "diversos milions més" depenent de criteris relacionats amb el rendiment.
Bellingham va debutar el 14 de setembre de 2020, començant el primer partit de la temporada 2020-21 contra el MSV Duisburg de tercer nivell a la DFB-Pokal, als 17 anys i 77 dies. Després de mitja hora, va marcar el segon gol en una victòria per 5-0, convertint-se en el golejador més jove del club a la DFB-Pokal, eliminant sis dies del rècord de Giovanni Reyna, així com el seu golejador més jove en qualsevol partit competitiu, trencant el rècord de Nuri Şahin per cinc dies. Cinc dies més tard, va marcar el seu debut a la lliga amb l'assistència al primer gol de Reyna en una victòria per 3-0 sobre el Borussia Mönchengladbach, i va ser nomenat com el Rookie del mes de la Bundesliga del setembre. Quan Bellingham es va enfrontar a la Lazio a la fase de grups el 20 d'octubre, amb 17 anys i 113 dies, es va convertir en l'anglès més jove a començar un partit de la Lliga de Campions, batent el rècord establert anteriorment per Phil Foden. Durant els tres primers mesos de la temporada, Bellingham va ser un habitual en totes les competicions, amb sis titularitats i set aparicions com a suplent a la Bundesliga, així com quatre titularitats a la Lliga de Campions. Es va perdre els dos primers partits del 2021 amb una lesió al peu, però va tornar a l'acció com a titular cada cop més habitual. Va estar involucrat en el gol de Marco Reus a l'anada dels quarts de final de la Lliga de Campions contra el Manchester City Va marcar contra el Man City a principis del partit de tornada, però el Dortmund no va poder conservar l'avantatge de gol com a visitant. Entremig, Bellingham va marcar el seu primer gol a la Bundesliga des de la derrota de Reyna per empatar amb el VfB Stuttgart a principis de la segona part; El Dortmund va guanyar 3–2. Bellingham va començar amb el Dortmund en la seva victòria per 4-1 sobre l'RB Leipzig a la final de la DFB-Pokal del 2021. Va ser amonestat a la primera part i el va substituir Thorgan Hazard a la mitja part amb el seu equip per 3-0 per davant. Va acabar la temporada amb 29 aparicions i un gol a la Bundesliga, 46 aparicions i quatre gols en totes les competicions, i va ser votat Nouvingut de la Temporada pels seus companys. Bellingham va ser subcampió després de Pedri del FC Barcelona al Trofeu Kopa 2021, atorgat al millor jugador sub-21 masculí, segons van votar els guanyadors anteriors de la Pilota d'Or.

#### 2021–2023: actuació sostinguda i final de lliga en segon lloc
El 4 de desembre, Bellingham va jugar al Der Klassiker contra el Bayern de Múnic. Va fer les assistències per als dos gols del Dortmund, però el Bayern va guanyar el partit per 3-2 mitjançant un penal al minut 77 concedit després d'una llarga implicació del VAR. A principis del partit, l'àrbitre Felix Zwayer va rebutjar dues apel·lacions de penals de Dortmund, que es va negar a revisar cap de les dues. Entrevistat en directe per Viaplay immediatament després del partit, Bellingham es va mostrar crític amb les decisions de Zwayer i va fer referència a la seva part en l'escàndol d'arranjament de partits de futbol alemany de 2005, dient: "Li doneu a un àrbitre, que ha arreglat el partit abans, el partit més important d'Alemanya. Què esperes?" L'Associació Alemanya de Futbol (DFB) va escriure a Bellingham per demanar-li els seus comentaris amb urgència. Posteriorment va ser multat amb 40.000 euros per la DFB.
El 22 d'octubre de 2022, en un partit contra l'Stuttgart, Bellingham va contribuir de manera significativa amb dos gols notables: el primer fruit d'un atac ràpid que va començar i va acabar, i el quart va ser un tir amb habilitat al mig temps, accions que van ser fonamentals per assegurant el lloc del Borussia Dortmund entre els quatre millors de la lliga. El 28 de maig de 2023, el Bayern de Múnic va guanyar la Bundesliga després de la concessió de dos punts del líder de la lliga, el Borussia Dortmund, en un empat 2-2 davant el Mainz 05 l'últim dia de la lliga. Bellingham, un substitut no utilitzat a causa d'una lesió al genoll, va ser filmat allunyant una càmera de la seva cara mentre sortia del camp amb llàgrimes. El 7 de juny, el Borussia Dortmund va anunciar que Bellingham es transferiria al club de la Lliga Reial Madrid després del final de la temporada 2022-23.

### Reial Madrid
El 14 de juny de 2023, el Reial Madrid va anunciar el fitxatge de Bellingham amb un contracte de sis anys. L'acord incloïa una quota de transferència bàsica de 103 milions d'euros, a pagar al Borussia Dortmund. Aquesta quota podria augmentar fins a uns 133,9 milions d'euros a causa dels complements, que poden arribar al 30% de l'import fix de la transferència. A la seva presentació oficial, Bellingham va rebre el número 5, per la qual cosa va agrair a Jesús Vallejo, l'aleshores portador, anomenant-lo "un noi brillant i brillant". Bellingham va admetre que la seva elecció del número va ser parcialment en "homenatge" a Zinedine Zidane i que ser premiat va ser un "honor". Parlant del motiu pel qual va entrar al Reial Madrid, Bellingham ha esmentat que "el respecte que té Anglaterra pel Reial Madrid és tan alt" i que volia ser un dels jugadors que s'afegeixi a la seva "gran història". També ha admès que el seu "cor estava a punt d'aturar-se" quan li van dir que el club espanyol volia fitxar-lo. El traspàs va ser elogiat per BBC Sport, amb l'exjugador del Reial Madrid Steve McManaman que va comentar que era "un altre fitxatge molt bo" per al Madrid. El Birmingham City va rebre uns 6 milions de lliures de la transferència a causa de la seva clàusula de venda.
El 12 d'agost de 2023, Bellingham va debutar amb el Real i el va marcar amb un gol, marcant amb una volea de curta distància des d'un córner en una victòria per 2-0 davant l'Athletic de Bilbao. Va marcar un doblet i va donar una assistència al Vinícius Júnior en una victòria per 1-3 contra l'Almeria el 19 d'agost.
El 14 d'agost de 2024, Bellingham va començar la seva segona temporada a Espanya, donant l'assistència per al gol de debut del seu nou company del Reial Madrid, Kylian Mbappé, mentre el Madrid derrotava l'Atalanta BC per 2-0 per guanyar la seva sisena Supercopa d'Europa, un rècord històric. El 9 de novembre, Bellingham va marcar el seu primer gol de la temporada i el primer amb el Madrid des del maig de 2024 en una contundent victòria per 4-0 a casa contra l'CA Osasuna.

## Carriera internacional
Al novembre de 2020, després que James Ward-Prowse i Trent Alexander-Arnold es retiressin per lesió, Bellingham va ser convocat per primera vegada a la selecció absoluta d'Anglaterra. Va debutar en un partit amistós contra la República d'Irlanda a Wembley el 12 de novembre, substituint Mason Mount després de 73 minuts d'una victòria per 3-0. Amb 17 anys i 136 dies, es va convertir en el tercer anglès més jove a jugar a la selecció absoluta; només Theo Walcott i Wayne Rooney havien debutat a una edat més jove. Bellingham va ser inclòs a la selecció d'Anglaterra per al torneig de Campionat d'Europa de futbol 2020, que es va ajornar fins al juny de 2021 a causa de la pandèmia de COVID-19. Quan va entrar com a substitut al minut 82 en el primer partit d'Anglaterra, una victòria per 1-0 sobre Croàcia a Wembley el 13 de juny, amb 17 anys i 349 dies, es va convertir en el jugador anglès més jove a jugar a qualsevol torneig important i en el més jove de qualsevol nacionalitat a jugar a un Campionat d'Europa; aquest últim rècord va ser superat pel polonès Kacper Kozłowski només sis dies més tard.
El primer gol de Bellingham amb la selecció absoluta, una rematada de cap a partir de l'assistència de Luke Shaw per obrir el marcador en una victòria per 6-2 d'Anglaterra contra Iran al seu primer partit del Mundial de la FIFA 2022 el 21 de novembre, el va convertir en el segon jugador més jove en marcar per Anglaterra en un Mundial. També va fer l'acció i la passada per a Harry Kane que va centrar per a Raheem Sterling per marcar el tercer gol d'Anglaterra, i va jugar la passada des de la qual Callum Wilson va assistit el seu sisè gol per Jack Grealish.

### UEFA Euro 2024
Bellingham va ser inclòs a la selecció d'Anglaterra de 26 jugadors per a Campionat d'Europa de futbol 2024. El seu potent cop de cap a partir d'una centrada desviada de Bukayo Saka va donar a "Els Tres Lleons" una victòria per 1-0 contra Sèrbia, i va ser nomenat jugador del partit.
Va marcar amb una bicicleta al minut 95 en el round of 16 contra Eslovàquia per empatar 1-1 i portar el partit a la pròrroga. Anglaterra va guanyar 2-1, i Bellingham va ser de nou nomenat jugador del partit. Després de marcar l'empat, Bellingham va fer un gest cap a la banqueta dels substituts oposada agafant-se el sexe, afirmant que era una broma interna dirigida a "uns amics propers". Després d'una investigació, UEFA va determinar que havia "violat les normes bàsiques de conducta decent", li va imposar una multa de 30.000 € i una sanció de suspensió d'un partit suspesa per 12 mesos.
Bellingham va jugar els 120 minuts del quart de final contra Suïssa, i va marcar el segon penal del llançament de penals que Anglaterra va guanyar 5-3. Anglaterra va arribar a la final, on va enfrontar-se a Espanya, que va agafar el comandament poc després del descans. Bellingham va tocar la passada de Saka a Cole Palmer, qui va empatar després de 73 minuts, però Espanya va marcar un gol guanyador tardà i Anglaterra va acabar el torneig com a subcampiona.

## Palmarès
Borussia Dortmund
- 1 Copa alemanya: 2020-21

Reial Madrid CF
- 1 Copa Intercontinental de la FIFA: 2024[85]
- 1 Lliga de Campions de la UEFA: 2023-24[86]
- 1 Supercopa d'Europa: 2024[87]
- 1 Lliga espanyola: 2023-24[88]
- 1 Supercopa espanyola: 2024[89]